# Uribia
Uribia (en wayuunaiki: Ichitki) es un municipio colombiano ubicado al norte del departamento de La Guajira. Es conocido como la «capital indígena de Colombia».
Entre sus atractivos turísticos más conocidos se destacan el Cabo de La Vela y Punta Gallinas, y entre sus festividades, el Festival de la Cultura Wayúu, uno de los principales eventos culturales de La Guajira, las fiestas patronales en honor a la Inmaculada Concepción de María, patrona del municipio, y el aniversario de la fundación del municipio, celebrado el 1 de marzo.
La mayoría de su población es de etnia wayúu, que habita este territorio desde la época precolombina y es reconocida como propietaria colectiva del gran resguardo indígena de la Alta y Media Guajira, que se extiende por el área rural del municipio.

## Toponimia
La antigua ranchería wayúu de Ichitki fue refundada el 1 de marzo de 1935 por el capitán manizalita Eduardo Londoño Villegas y el cacique Bartola González, con el nombre de Uribia, en honor del caudillo liberal Rafael Uribe Uribe.

## División Político-Administrativa
Además de su Cabecera municipal. Uribia tiene bajo su jurisdicción los siguientes Centros poblados:
- Cabo de la Vela
- Carrizal
- El Cardón
- Huatpana
- Lechimana
- Majayütpana (Jonjocito)
- Media Luna
- Nazareth
- Nortechón
- Paraíso
- Parajimaruhu
- Puerto Estrella
- Puerto Nuevo
- Punta Espada
- Santa Ana
- Santa Fe de Siapana
- Taguaira
- Villa Fátima
- Warpana
- Warrutamana
- Wimpeshi
- Wososopo
- Yorijarú

## Historia

### Fundación

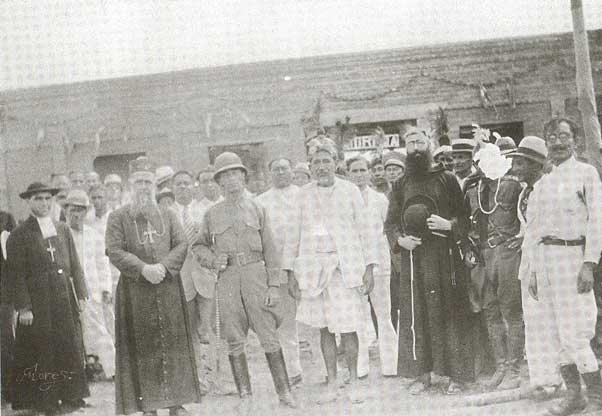
Fundadores de Uribia el día de la fundación, en 1935.

En el marco de la llamada Revolución en Marcha y de la guerra con el Perú en la frontera selvática de Leticia durante los años 30 del siglo XX, el gobierno colombiano se vio en la necesidad de promover la unidad nacional. Fue así como el presidente Alfonso López Pumarejo, recordado por haber invertido como ningún otro presidente en la región Caribe de Colombia, aceleró la integración de los Wayúus y del territorio de La Guajira a la nación colombiana. 
La estrategia de integración nacional incluyó la civilización del espacio, por lo que se empezó a darle nombres de tradición liberal al territorio wayúu. De allí que a la «capital indígena de Colombia», la antigua ranchería wayúu de Ichitki se la refundara con el nombre de Uribia, en 1935, en honor al caudillo liberal Rafael Uribe Uribe. En el centro de la aldea se creó la Plaza Colombia, con el busto del Hombre de las Leyes, general Francisco de Paula Santander, y «un elegante obelisco, dedicado a mantener, a la altura de veinte metros, el pabellón colombiano». De la plaza, que tenía forma octogonal, se formaron «ocho modernas avenidas», con nombres como Alfonso López, Bolívar, Rondón, Bogotá, La Marina, etc. También se promovió la construcción de edificios gubernamentales.
El capitán manizalita Eduardo Londoño Villegas, quien participó en representación el gobierno nacional en la fundación, escribió que «la fundación de Uribia había sido un acontecimiento de la mayor trascendencia en la vida salvaje de la Guajira». Con la fundación de Uribia, la larga experiencia histórica por el dominio de los Wayúus alcanzó un hito. El capitán Londoño, quien para conquistar la voluntad de los Wayúus llegó a usar guayuco, recordó la fundación de Uribia como un conquistador: «Los indios me tratan con un respeto y unas consideraciones casi monárquicas. Cuando llegó a una ranchería, el jefe de la tribu me recibe con honores reales, el mejor rancho, la mejor hamaca y la mejor comida son para mí. Me parece a veces que me encuentro en un siglo distante, allá por los días de la conquista, incrustado en un capítulo de aventuras inverosímiles».

## Geografía
- Extensión total: 8200 km²
- Extensión del área urbana: 6 km²

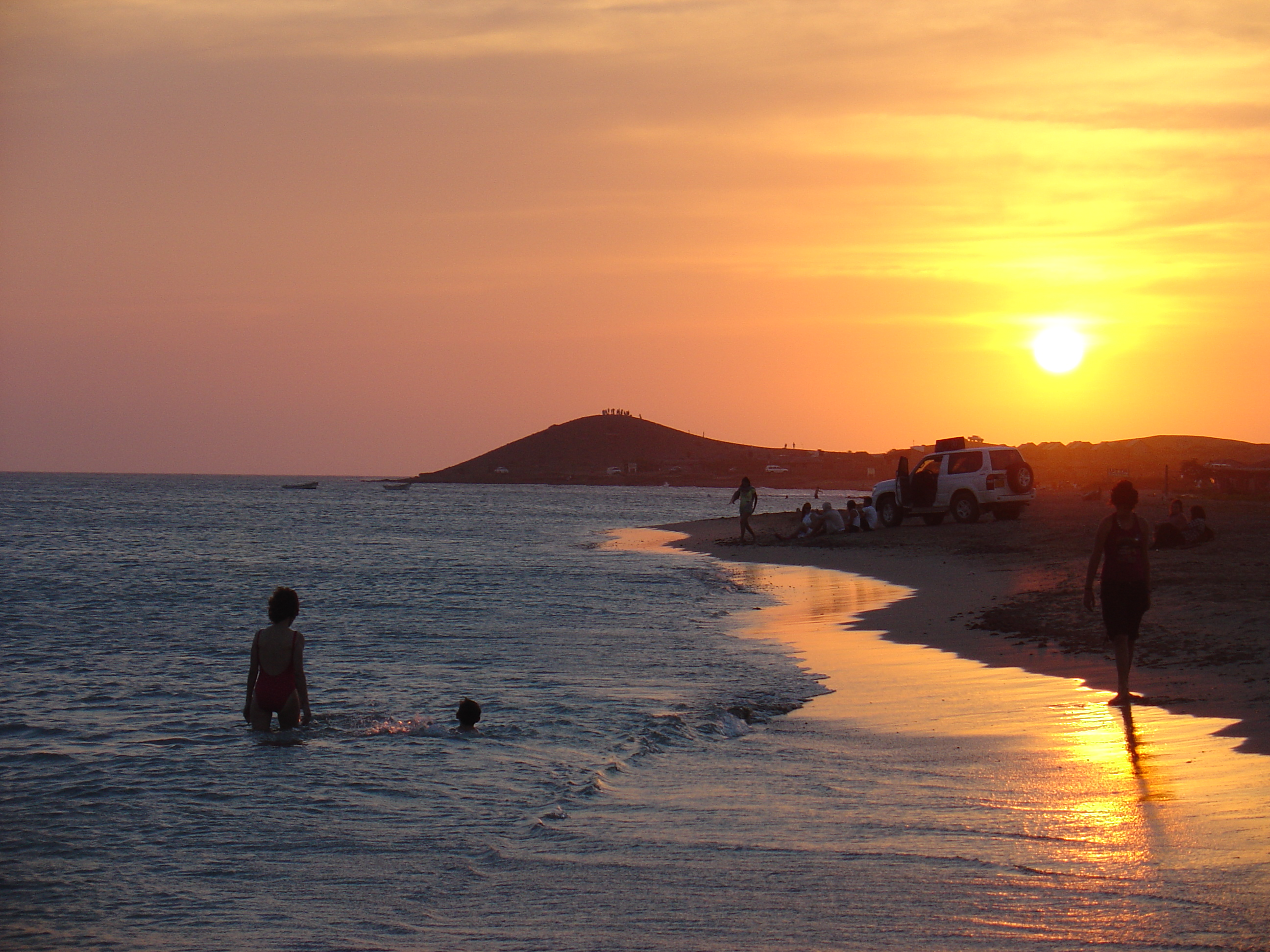
Atardecer en el Cabo de la Vela.

- Extensión del área rural: 8194 km²
- Altitud de la cabecera municipal (metros sobre el nivel del mar): 10 m s. n. m.

Uribia es un municipio ubicado al norte del departamento colombiano de La Guajira. El municipio pertenece a la más septentrional de las penínsulas suramericanas (Península de la Guajira), que está situada en el extremo nororiental de la República de Colombia y de América Austral.
En el municipio se encuentra el Resguardo Indígena de la Alta y Media Guajira de la comunidad wayúu; Ocupa una estratégica posición marítima y fronteriza, abarca toda la región de la Alta Guajira y una parte de la Media Guajira (donde se encuentra el casco urbano, que no pertenece al resguardo, y cuya área disponible se extiende en un radio de 2.5 km, a partir del obelisco ubicado en el parque principal según Resoluciones N.º 015 del 28 de febrero de 1984 y N.º 028 del 19 de julio de 1994). 
Por otro lado, el municipio es en el departamento de La Guajira el territorio de mayor superficie de los quince que lo integran, al abarcar más de la tercera parte de su área. En la línea costera se destacan varios accidentes notables, entre ellos las bahías de Portete, Honda, Hondita, Tukakas y Cocinetas, las puntas de Castilletes, Carrizal, Coco, Cañón, Soldado, Aguja, Gallinas, Taroa, Chichibacoa, Espada, Gorda del Norte, Arenas, el Cabo de la Vela y Cabo Falso. Entre los accidentes orográficos se destacan las serranías de Macuira, Jarara, Carpintero y Cocinas, los cerros de Parashi y el Cerro de La Teta.

### Hidrografía
En el municipio de Uribia no existe ningún río, pero se forman unos cauces naturales o zanjas de erosión a los que se denomina arroyos, por los cuales corren torrencialmente las aguas de las lluvias en época invernal. La red hidrográfica del municipio está integrada por la cuenca del Mar Caribe (sector nororiental) y la cuenca del Lago Maracaibo de Venezuela.

### Límites
- Norte y Oriente: con el mar Caribe.
- Sur: con Venezuela (Alta Guajira, Municipio Guajira, Estado Zulia).
- Suroccidente: con el municipio de Maicao.
- Occidente: con el municipio de Manaure.

### Clima
| Parámetros climáticos promedio de Uribia, La Guajira, Colombia. | Parámetros climáticos promedio de Uribia, La Guajira, Colombia. | Parámetros climáticos promedio de Uribia, La Guajira, Colombia. | Parámetros climáticos promedio de Uribia, La Guajira, Colombia. | Parámetros climáticos promedio de Uribia, La Guajira, Colombia. | Parámetros climáticos promedio de Uribia, La Guajira, Colombia. | Parámetros climáticos promedio de Uribia, La Guajira, Colombia. | Parámetros climáticos promedio de Uribia, La Guajira, Colombia. | Parámetros climáticos promedio de Uribia, La Guajira, Colombia. | Parámetros climáticos promedio de Uribia, La Guajira, Colombia. | Parámetros climáticos promedio de Uribia, La Guajira, Colombia. | Parámetros climáticos promedio de Uribia, La Guajira, Colombia. | Parámetros climáticos promedio de Uribia, La Guajira, Colombia. | Parámetros climáticos promedio de Uribia, La Guajira, Colombia. |
| Mes                                                             | Ene.                                                            | Feb.                                                            | Mar.                                                            | Abr.                                                            | May.                                                            | Jun.                                                            | Jul.                                                            | Ago.                                                            | Sep.                                                            | Oct.                                                            | Nov.                                                            | Dic.                                                            | Anual                                                           |
| --------------------------------------------------------------- | --------------------------------------------------------------- | --------------------------------------------------------------- | --------------------------------------------------------------- | --------------------------------------------------------------- | --------------------------------------------------------------- | --------------------------------------------------------------- | --------------------------------------------------------------- | --------------------------------------------------------------- | --------------------------------------------------------------- | --------------------------------------------------------------- | --------------------------------------------------------------- | --------------------------------------------------------------- | --------------------------------------------------------------- |
| Temp. máx. abs. (°C)                                            | 35.5                                                            | 36.4                                                            | 38.4                                                            | 38.0                                                            | 37.2                                                            | 36.6                                                            | 36.6                                                            | 38.0                                                            | 37.6                                                            | 38.6                                                            | 37.8                                                            | 38.0                                                            | 38.6                                                            |
| Temp. máx. media (°C)                                           | 31.6                                                            | 32.0                                                            | 32.6                                                            | 33.3                                                            | 33.4                                                            | 34.0                                                            | 34.1                                                            | 34.2                                                            | 33.3                                                            | 32.3                                                            | 32.2                                                            | 31.7                                                            | 32.9                                                            |
| Temp. media (°C)                                                | 27.5                                                            | 27.6                                                            | 28.1                                                            | 28.8                                                            | 29.2                                                            | 29.6                                                            | 29.6                                                            | 29.8                                                            | 29.6                                                            | 28.8                                                            | 28.6                                                            | 27.9                                                            | 28.8                                                            |
| Temp. mín. media (°C)                                           | 24.0                                                            | 24.1                                                            | 24.4                                                            | 25.3                                                            | 26.0                                                            | 26.3                                                            | 26.1                                                            | 26.3                                                            | 26.3                                                            | 25.8                                                            | 25.5                                                            | 24.8                                                            | 25.4                                                            |
| Temp. mín. abs. (°C)                                            | 19.4                                                            | 20.0                                                            | 20.4                                                            | 21.1                                                            | 21.2                                                            | 22.0                                                            | 20.2                                                            | 22.0                                                            | 20.4                                                            | 21.0                                                            | 21.0                                                            | 19.5                                                            | 19.4                                                            |
| Lluvias (mm)                                                    | 2                                                               | 4                                                               | 1                                                               | 9                                                               | 21                                                              | 8                                                               | 4                                                               | 23                                                              | 55                                                              | 84                                                              | 45                                                              | 13                                                              | 269                                                             |
| Días de lluvias (≥ )                                            | 1                                                               | 1                                                               | 0                                                               | 1                                                               | 3                                                               | 1                                                               | 1                                                               | 2                                                               | 6                                                               | 8                                                               | 5                                                               | 3                                                               | 32                                                              |
| Horas de sol                                                    | 281                                                             | 251                                                             | 266                                                             | 227                                                             | 235                                                             | 242                                                             | 270                                                             | 264                                                             | 226                                                             | 218                                                             | 230                                                             | 256                                                             | 2966                                                            |
| Humedad relativa (%)                                            | 68                                                              | 67                                                              | 66                                                              | 66                                                              | 68                                                              | 67                                                              | 65                                                              | 66                                                              | 69                                                              | 73                                                              | 71                                                              | 69                                                              | 67.9                                                            |
| Fuente: Parámetros climáticos IDEAM 12 de agosto de 2018        |                                                                 |                                                                 |                                                                 |                                                                 |                                                                 |                                                                 |                                                                 |                                                                 |                                                                 |                                                                 |                                                                 |                                                                 |                                                                 |

## Medio ambiente

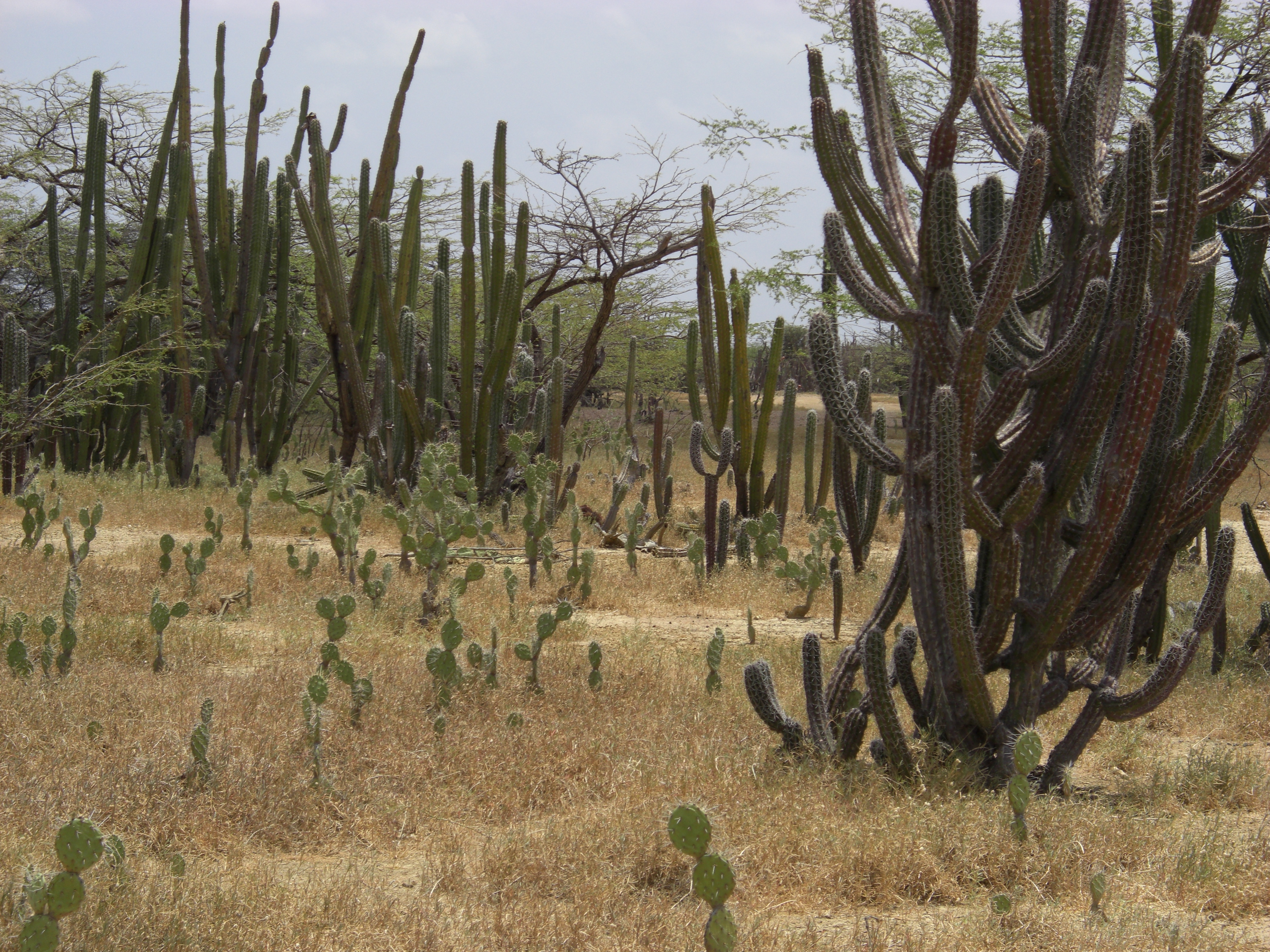
Vegetación en Uribia.

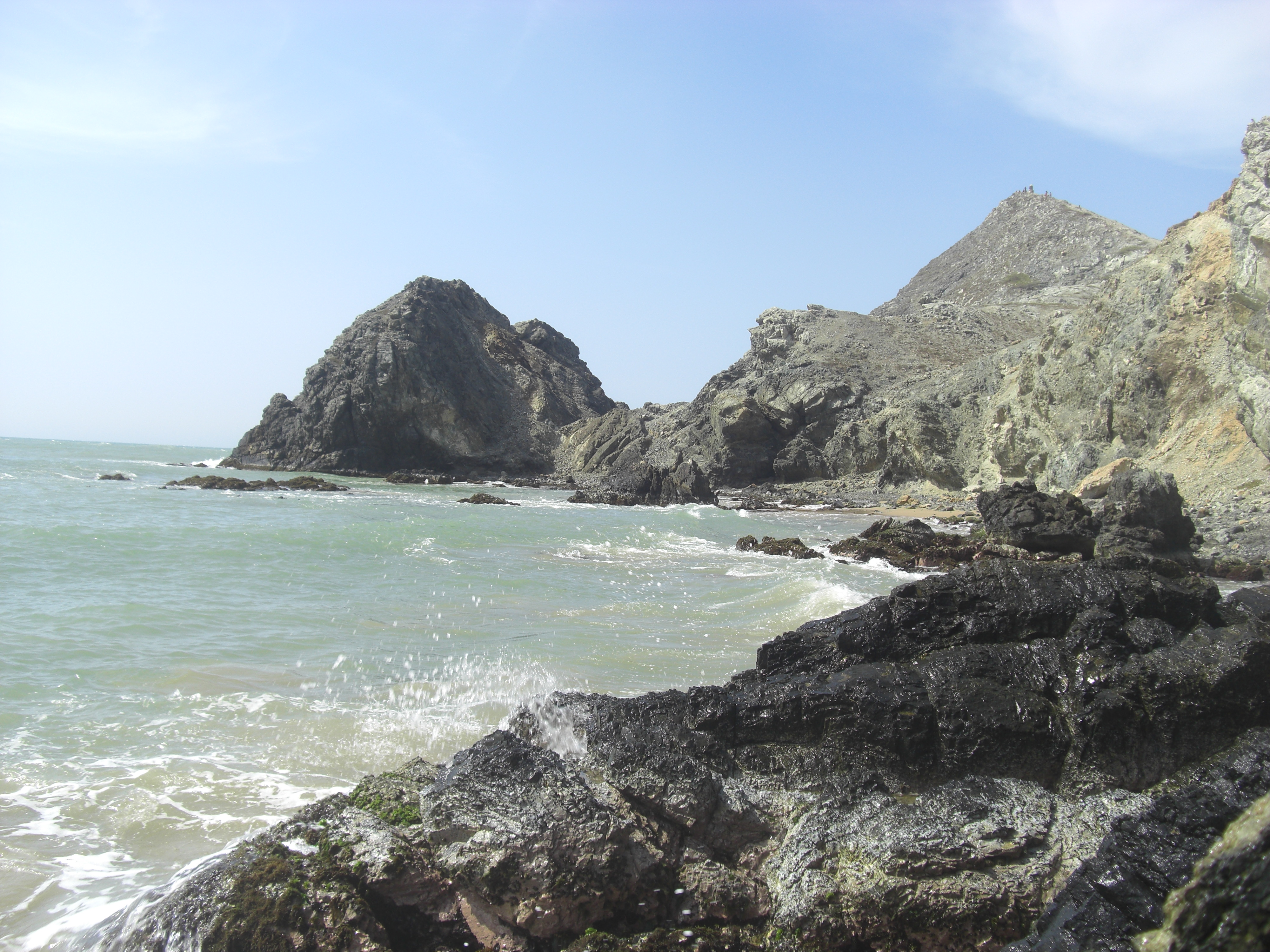
Playa junto al Pilón.

El sector que corresponde a los manglares colombianos en Bahía de Cocinetas, ubicado en el Municipio de Uribia, se encuentra en las coordenadas 11.º 51’ de latitud norte y 71° 20’ de longitud oeste en el poblado de Cocinetas, hacia la costa occidental de la bahía. El manglar ocupa los bordes de la bahía principalmente hacia la zona oriental, perteneciente a Venezuela. Colombia tiene una pequeña franja de 200 m de largo x 10 a 20 m de ancho aproximadamente, de Rhizophora mangle de 3 a 4 m de altura y diámetros de 5 a 15 cm, con Avicennia germinans de 4 a 6 m de altura muy ramificado. En esta zona los chivos ramonean las hojas de Rhizophora mangle. 
Esta franja hacia el interior se encuentra asociada con Batis maritima y la gramínea Distichlis sp. 
Localización de Manglares en Bahía Tukakas y Bahía Cocinetas. Las formaciones coralinas constituyen uno de los ecosistemas más importantes del mundo, por su alta productividad, su elevada biodiversidad, los recursos genéticos en ellos contenidos y su gran atractivo escénico para el turismo; además estos ecosistemas son apreciados por la seguridad y subsistencia que ellos proveen a las comunidades costeras en los países en desarrollo. Uno de los procesos naturales que más tienen influencia en el desarrollo estructural es la desecación, la cual es muy notoria en las lagunas costeras de la Alta Guajira, debido a altos grados de exposición solar, evapotranspiración sustancialmente mayor que las precipitaciones y la intermitencia de los ríos implican un déficit hídrico que limita el crecimiento de los individuos adquiriendo características arbustivas y muy ramificadas o en el peor de los casos, la muerte de los individuos. Además trae repercusiones graves para algunos pobladores que realizan faenas de pesca en los sistemas lagunares porque hay una disminución considerable del recurso pesquero debido a la mortalidad masiva en épocas de sequía. Esta situación se hace muy evidente en Bahía Tukakas, Bahía Portete en algunos sectores lejos de la influencia de las mareas. 
En algunos casos, como los de la Alta Guajira se aprecian procesos de hiper salinización de los suelos y aún de las aguas, sequedad fisiológica en la vegetación y la fauna asociada, en donde individuos de la “ostra” (Crassostrea rhizophorae) han muerto producto de sus efectos, así como también algunos individuos de Avicennia germinans, que se encuentran ubicados en la parte interna de las áreas de manglar un tanto lejanos de la influencia de las mareas. Entre los aspectos fitosanitarios un agente causante del desmoronamiento de la madera de Avicennia germinans es notorio en la zona de la Alta Guajira, principalmente en las Bahías de Portete, Tukakas y Cocinetas dejándola como algodón. Este es un aspecto que merece la pena estudiarse a fondo, toda vez que afecta a un gran número de individuos de la zona. La sintomatología observada inicialmente se consideró como el ataque de un barrenador que finalmente lograr descomponer la madera de Avicennia germinans dejándola sin consistencia, con apariencia de fibras secas de color blanquecino.

## Economía
Su economía se basa en la ganadería caprina, el comercio, el turismo, el procesamiento del dividivi, la exportación del carbón, gas natural y la sal marina. Puerto Bolívar (La Guajira) sirve como puerto de embarque del carbón producido en El Cerrejón, generando regalías al municipio por tal concepto, lo cual también hace el gasoducto transoceánico que conduce hidrocarburo desde el yacimiento Ballenas hasta Venezuela.

## Gastronomía
Entre los platos típicos de la gastronomía de Uribia se resalta el Friche, cuyo ingrediente principal es la carne de chivo.

## Símbolos

### Himno
| - Autor: María de Betania I En la extensión desierta, bajo un cenit ardiente, vecina del Caribe, que es un viejo sultán, II La princesa Guajira Uribia alza su frente coronada de perlas con gentil ademán III Recibe en sus dominios la brisa del nordeste que le trae las masivas del temible sultán (bis) IV Y en remolinos cruza huracán incipiente perturbando la siesta del ardiente arenal (bis) | V Tiene un escudo de armas soñador y valiente, lo soñó el jefe insigne que la quiso fundar VI Y ella le corresponde muy oportunamente llamándole chocante que es un astro titular VII Beldad morena Úrica son tus atardeceres romanzado se eriza en misteriosa unión (bis) VIII Policromías mágicas e inciertos palideces al conmoverse el cielo por la agonía del sol. |

### Bandera

Bandera de Uribia.

La bandera o pabellón de Uribia consta de dos franjas horizontales de igual medida. La franja superior es de color amarillo y simboliza las riquezas del municipio y el sol radiante. La franja inferior es de color blanco y simboliza la paz y la armonía que deben reinar entre los uribieros.

### Escudo

Escudo de Uribia.

El escudo de Uribia tiene forma tradicional española. Está dividido en tres cuarteles y rodeado de divisas. En el cuartel superior izquierdo, sobre fondo de sinople, una flecha india rompe por la mitad una espada española, simbolizando la fuerza aborigen wayúu. En el cuartel superior derecho, un desierto con dos cactus y el Pilón de Azúcar en el fondo, que representa el paisaje natural uribiero. En el cuartel inferior se ve la llegada de un barco español a las costas de Uribia, como recuerdo del encuentro de los dos mundos.
En la divisa superior, sobre fondo de gules, se lee el lema «Honor, Riqueza y Trabajo». En la divisa que rodea al escudo, sobre fondo de oro, se lee el lema «Estepa, Cielo, Brisa y Mar». Coronando el escudo, un sol naciente, símbolo del clima cálido de la región y de la esperanza y fuerza de sus habitantes.

## Cultura

### Escenarios culturales
- Centro Cultural Gilserio Tomás Pana: Se encuentra en la Plaza Colombia del municipio.

### Festividades

#### Marzo
- Cumpleaños del municipio: Se celebra el 1 de marzo, fecha de la fundación del municipio en 1935 por el capitán manizalita Eduardo Londoño Villegas y el cacique Bartola González. En ese día se realiza una solemne eucaristía, un desfile cívico-militar, ponencias académicas y conversatorios, danzas tradicionales, presentaciones artísticas y musicales, actividades deportivas, juegos tradicionales wayuu y juegos pirotécnicos..[6]

#### Mayo-junio
- Festival de la Cultura Wayúu: Se realiza durante un fin de semana del mes de mayo, o entre mayo y junio. Es uno de los principales eventos culturales del departamento de La Guajira. Se suele celebrar con la participación de los indígenas wayúu del Estado Zulia, de la República Bolivariana de Venezuela.

#### Noviembre-diciembre
- Fiestas Patronales: Se celebran en honor de la Inmaculada Concepción de María, patrona del municipio, entre los últimos días de noviembre y los primeros de diciembre. Durante estos días se reza una novena a la Inmaculada Concepción y los tradicionales «rosarios de la aurora». El 8 de diciembre se realiza el «lucernario» con eucaristía solemne y confirmaciones. La iglesia parroquial del municipio pertenece a la jurisdicción de la Diócesis de Riohacha.

## Sitios de interés
- El Pilón de Azúcar: Se encuentra en el Cabo de La Vela, a tres horas al norte de Riohacha. El Pilón de Azúcar es una colina cuya cima parece alzarse a kilómetros de distancia pero a la que se sube a pie en no más de quince minutos. En lo alto de la pequeña montaña, donde se sienten con fuerza las ráfagas de viento, hay un altar de la Virgen de Fátima y se aprecia en su extensión el Mar Caribe. La roca blanca del pilón es llamada Kamaici (señor de las cosas del mar) por los indígenas y tiene un profundo significado mitológico.

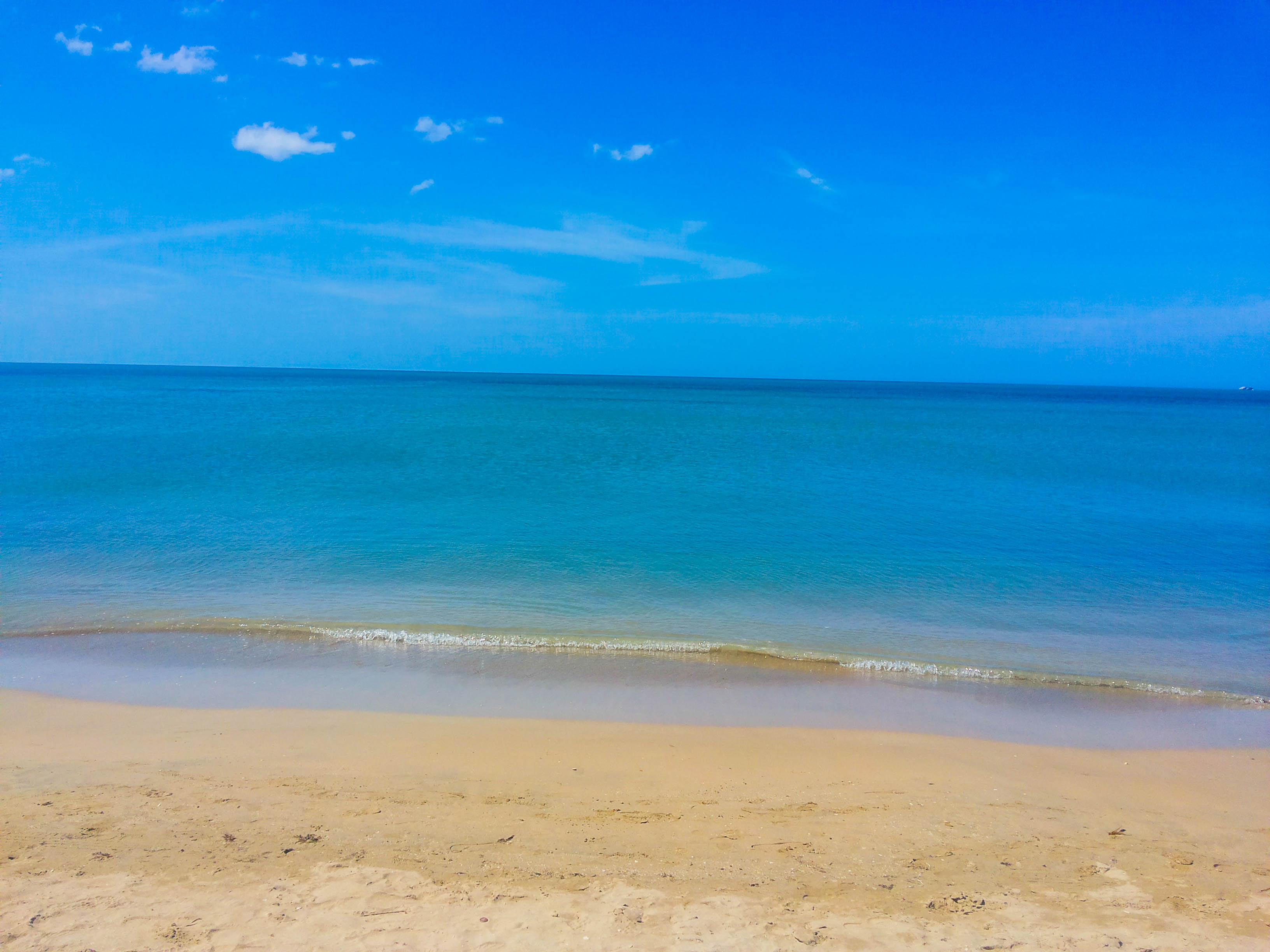
Playa en el Cabo de La Vela.

- Cabo de La Vela: El Cabo de La Vela es un accidente costero muy popular para el turismo del departamento de La Guajira. La parte norte posee una altura de 47 m s. n. m. En la franja costera al sur se han construido chozas típicas para hospedaje y restaurantes para turistas. Entre sus principales atractivos están El Pilón de Azúcar, la Playa Dorada, el Ojo de Agua y las rancherías aledañas. Destaca asimismo por las buenas condiciones para la práctica del kitesurf, con vientos constantes y muy frecuentes durante todo el año.

- Punta Gallinas: Es el extremo más septentrional de la placa continental de América del Sur. En el lugar hay rancherías que prestan atención a los turistas.

## Vías de acceso
El municipio de Uribia está comunicado con el municipio de Manaure, La Guajira, por una carretera asfaltada y en mal estado de 20 km de longitud; con el municipio de Maicao, La Guajira, por la ruta de Cuatro Vías, con una carretera de 38 km de longitud (asfaltada gran parte), y, por la misma ruta con Riohacha, capital del departamento, a 95 km de distancia. Existe una vía carreteable que comunica la cabecera urbana del municipio con Puerto Bolívar, y otras vías en mal estado que comunican con el Cabo de la Vela, Bahía Honda, Puerto Taroa, Puerto Estrella, Puerto Inglés, Puerto López y Nazareth

## Estructura organizacional municipal
| Uribia       | Uribia      | Uribia                     |
| Departamento | Código DANE | Categoría municipal (2023) |
| ------------ | ----------- | -------------------------- |
| La Guajira   | 44847       | Cuarta                     |

- Personería: Es un centro del Ministerio Público de Colombia que ejerce, vigila y hace control sobre la gestión de las alcaldías y entes descentralizados; velan por la promoción y protección de los derechos humanos; vigilan el debido proceso, la conservación del medio ambiente, el patrimonio público y la prestación eficiente de los servicios públicos, garantizando a la ciudadanía la defensa de sus derechos e intereses.

- Concejo Municipal: Es la suprema autoridad política del municipio. En materia administrativa sus atribuciones son de carácter normativo. También le corresponde vigilar y hacer control político a la administración municipal. Se regulan por los reglamentos internos de la corporación en el marco de la Constitución Política Colombiana (artículo 313) y las leyes, en especial la Ley 136 de 1994 y la Ley 1551 de 2012.

Constituido por 17 concejales por un periodo de 4 años.
- Alcaldía Municipal: En esta se encuentra la administración municipal y las entidades descentralizadas del municipio.

El Alcalde se pronuncia mediante decretos y se desempeña como representante legal, judicial y extrajudicial del municipio. El actual Alcalde municipal es Jaime Buitrago García (2024-2027), elegido por voto popular.
- JAL. Sin constitución alguna en los corregimientos del municipio.

## Servicios públicos
- Energía Eléctrica: Air-e, del grupo EPM, es la empresa prestadora del servicio de energía eléctrica.
- Gas Natural: Gases de La Guajira es la empresa distribuidora y comercializadora de gas natural en el municipio.